# Bottanuco
Bottanuco ist eine italienische Gemeinde (comune) mit 5084 Einwohnern (Stand 31. Dezember 2023) in der Provinz Bergamo, Region Lombardei.

## Geographie
Bottanuco liegt etwa 14 km südwestlich der Provinzhauptstadt Bergamo und 35 km nordöstlich der Metropole Mailand.
Die Nachbargemeinden sind Capriate San Gervasio, Chignolo d’Isola, Cornate d’Adda (MI), Filago, Madone, Suisio und Trezzo sull’Adda (MI).